# Kangaroo word
Una kangaroo word (lett. "parola canguro") è una parola che contiene al suo interno tutte le lettere di almeno un'altra parola ad essa strettamente correlata, se non proprio di uno dei suoi sinonimi, disposte in modo da apparire nello stesso ordine in entrambe le parole (esempi: inflammable, action, malignant, healthiness, advertisement). Secondo alcuni, perché una parola sia definita kangaroo word è necessario che i due termini non siano etimologicamente correlati; per altri, tale proprietà non è invece un requisito fondamentale alla definizione di kangaroo word.
Rese popolari negli anni 1950 da un gioco di parole realizzato da Ben O'Dell in un articolo del The American Magazine e poi ristampato su un numero del Reader's Digest del 1954, le kangaroo words devono il loro nome al canguro, il marsupiale australiano. Proprio come il canguro trasporta i propri cuccioli in una tasca addominale, detta marsupio, così le kangaroo words contengono al loro interno delle parole più piccole a esse correlate se non uguali per significato.
Esistono anche anti-kangaroo words, che contengono al loro interno, basandosi sempre sui criteri sopra indicati, le lettere di parole che sono il loro contrario (covert, animosity), e grand kangaroo words, ossia parole che contengono altre kangaroo words (alone > lone).
Il ludolinguista italiano Ennio Peres ha definito in modo analogo le cosiddette parole sgonfiabili (esempi: alloggiamenti, imbarcazione, oppure, straordinaria, incontrovertibili, controversia).